# Opi Cornicí
Opi Cornicí (en llatí: Oppius Cornicinus) va ser un senador romà que va viure al segle i aC. Formava part de la gens Òpia, d'origen plebeu, i era de la família dels Cornicí.
Era gendre de Sext Atili Serrà, tribú de la plebs l'any 57 aC.